# Abbott Laboratories
Abbott Laboratories là một công ty cung cấp các dịch vụ y tế và các thiết bị chăm sóc sức khỏe đa quốc gia của Mỹ có trụ sở tại Abbott Park, Illinois, Hoa Kỳ. Công ty được thành lập bởi bác sĩ Chicago Wallace Calvin Abbott vào năm 1888 để bào chế các loại thuốc đã biết; ngày nay, nó bán thiết bị y tế, chẩn đoán, thuốc gốc có thương hiệu và các sản phẩm dinh dưỡng. Nó tách mảng kinh doanh dược phẩm dựa trên nghiên cứu thành AbbVie vào năm 2013.
Trong số các sản phẩm nổi tiếng của mình trên các bộ phận thiết bị y tế, chẩn đoán và sản phẩm dinh dưỡng là Pedialyte, Similac, Ensure, Glucerna, ZonePerfect, FreeStyle Libre, i-STAT và MitraClip.

## Lịch sử

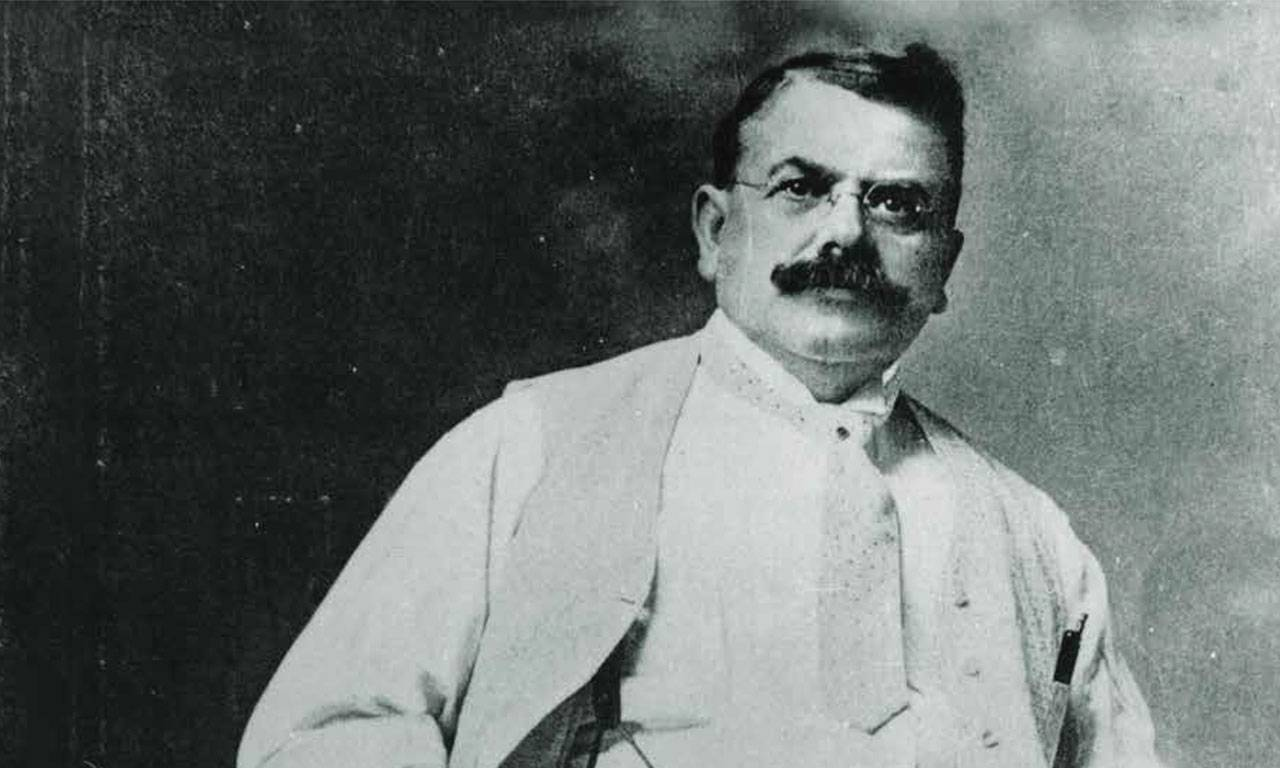
Tiến sĩ Wallace C. Abbott

### Thành lập và lịch sử
Năm 1888 ở tuổi 30, Wallace Abbott (1857–1921), sinh viên tốt nghiệp Đại học Michigan năm 1885, thành lập Abbott Alkaloidal Company ở Ravenswood, Chicago. Vào thời điểm đó, ông là một bác sĩ hành nghề và sở hữu một cửa hàng thuốc. Sự đổi mới của ông là sử dụng phần hoạt tính của cây thuốc, thường là một alkaloid (ví dụ, morphin, quinine, strychnine và codeine), mà ông đã tạo thành các "hạt đo liều lượng" nhỏ. Phương pháp này đã thành công vì nó tạo ra liều lượng phù hợp và hiệu quả hơn cho bệnh nhân. Năm 1922, công ty chuyển từ Ravenswood đến Bắc Chicago, Illinois.

### Mở rộng ra quốc tế
Công ty liên kết quốc tế đầu tiên của Abbott là ở London vào năm 1907, và công ty sau đó đã thêm một chi nhánh ở Montreal, Canada (Fact 21). Abbott bắt đầu hoạt động tại Pakistan với tư cách là một chi nhánh tiếp thị vào năm 1948; công ty đã dần dần mở rộng với một lực lượng lao động hơn 1500 nhân viên. Hiện tại, hai cơ sở sản xuất đặt tại Landhi và Korangi ở Karachi tiếp tục sản xuất các sản phẩm dược phẩm. Tiếp tục mở rộng vào năm 1962 khi Abbott liên doanh với Dainippon Pharmaceutical Co., Ltd., của Osaka, Nhật Bản, để sản xuất dược phẩm vô tuyến.   Năm 1964, nó hợp nhất với Phòng thí nghiệm Ross, biến Ross trở thành công ty con thuộc sở hữu hoàn toàn của Abbott, và Richard Ross có được một ghế trong ban giám đốc của Abbott cho đến khi ông nghỉ hưu vào năm 1983. Việc mua lại Ross đã đưa Similac dưới sự bảo trợ của Abbott. Trong những năm sau khi mua lại, Pedialyte và Ensure đã được Ross Laboratories giới thiệu như những sản phẩm dinh dưỡng dưới sự lãnh đạo của Abbott.
Năm 1965, sự mở rộng của Abbott ở châu Âu tiếp tục với các văn phòng ở Ý và Pháp. Abbott Laboratories đã có mặt tại Ấn Độ hơn 100 năm qua công ty con Abbott India Limited và hiện là công ty sản xuất sản phẩm chăm sóc sức khỏe lớn nhất Ấn Độ.
Theo giáo sư Harvard Lester Grinspoon và Peter Hedblom, "Năm 1966 Phòng thí nghiệm Abbott đã bán tương đương hai triệu liều methamphetamine ở dạng bột cho một tay buôn tội phạm ở Long Island".
Ngày nay, Abbott hoạt động tại hơn 160 quốc gia.

### Thế kỷ 21
Năm 2001, công ty mua lại Knoll, bộ phận dược phẩm của BASF. Vào năm 2002, nó đã chuyển nhượng thương hiệu Selsun Blue cho Chattem.   Sau đó vào năm 2002, công ty bán Clear Eyes và Murine cho các Thương hiệu Uy tín.  Năm 2004, công ty mua lại TheraSense, một công ty chăm sóc bệnh tiểu đường, công ty đã hợp nhất với bộ phận MediSense để trở thành Abbott Diabetes Care.  Năm 2006, Abbott hỗ trợ Boston Scientific mua Công ty Guidant Corporation. Như một phần của thỏa thuận, Abbott đã mua bộ phận thiết bị mạch máu của Guidant.  
Năm 2007, Abbott mua lại Kos Pharmaceuticals với giá 3,7 tỷ USD tiền mặt. Tại thời điểm mua lại, Kos đã tiếp thị Niaspan, thuốc làm tăng mức cholesterol "tốt", hoặc HDL, và Advicor, một loại thuốc kết hợp Niaspan dành cho bệnh nhân bị rối loạn nhiều lipid.
Vào tháng 1 năm 2007, công ty đồng ý bán bộ phận chẩn đoán trong ống nghiệm và chẩn đoán Point-of-Care cho General Electric với giá hơn 8 tỷ đô la. Các đơn vị này dự kiến sẽ được tích hợp vào đơn vị kinh doanh GE Healthcare. Giao dịch đã được thông qua bởi hội đồng quản trị của Abbott và GE và dự kiến kết thúc vào nửa đầu năm 2007. Tuy nhiên, vào ngày 11 tháng 7 năm 2007, Abbott thông báo rằng họ đã chấm dứt thỏa thuận với GE vì các bên không thể thống nhất các điều khoản của thỏa thuận.
Vào ngày 8 tháng 9 năm 2007, công ty đã hoàn tất việc bán nhà máy sản xuất của Vương quốc Anh tại Queenborough cho Aesica Pharmaceuticals, một nhà sản xuất thuộc sở hữu tư nhân của Vương quốc Anh.  
Vào tháng 11 năm 2007, Abbott thông báo rằng Sản phẩm Ross sẽ được đổi tên thành Abbott Nutrition.
Vào ngày 26 tháng 2 năm 2009, công ty đã hoàn thành việc mua lại Advanced Medical Optics có trụ sở tại Santa Ana, California. Abbott đã bán doanh nghiệp này cho Johnson & Johnson vào tháng 2 năm 2017. Năm 2009, Abbott đã mở một cơ sở nghiên cứu và phát triển vệ tinh tại Research Park, Đại học Illinois tại Urbana-Champaign.
Vào tháng 2 năm 2010, Abbott đã hoàn tất việc mua lại đơn vị dược phẩm của Solvay trị giá 6,2 tỷ đô la (4,5 tỷ EUR). Điều này đã cung cấp cho Abbott một danh mục lớn và bổ sung các sản phẩm dược phẩm và cũng mở rộng sự hiện diện của mình tại các thị trường mới nổi quan trọng.
Vào ngày 22 tháng 3 năm 2010, công ty đã hoàn tất việc mua lại công ty LIMS STARLIMS có trụ sở tại Hollywood, Florida. Theo các điều khoản của thỏa thuận, Abbott Laboratories đã mua lại công ty với giá 14 đô la cho mỗi cổ phiếu trong một giao dịch hoàn toàn bằng tiền mặt trị giá 123 triệu đô la. Vào ngày 21 tháng 5 năm 2010, Abbott Laboratories cho biết họ sẽ mua lại đơn vị Giải pháp Chăm sóc sức khỏe của Piramal Healthcare Ltd. với giá 2,2 tỷ đô la  tỷ đô la để trở thành công ty dược phẩm lớn nhất ở Ấn Độ.

### Spin-off
Năm 2004, Abbott tách bộ phận sản phẩm bệnh viện của mình thành một công ty mới có 14.000 nhân viên tên là Hospira. Hospira sau đó được Pfizer mua lại vào năm 2015.
Vào tháng 10 năm 2011, Abbott thông báo rằng họ có kế hoạch tách thành hai công ty, một công ty dược dựa trên nghiên cứu và một trong các thiết bị y tế, thuốc gốc bán trên thị trường quốc tế và chẩn đoán, với công ty sau này vẫn giữ tên Abbott. Abbott Nutrition, với các sản phẩm bao gồm Similac, Pedialyte, Glucerna và Ensure, cũng giữ lại tên Abbott. Công ty thông báo rằng công ty dược phẩm dựa trên nghiên cứu tách rời sẽ được đặt tên là AbbVie vào tháng 3 năm 2012. Để chuẩn bị cho việc tái cơ cấu, Abbott đã cắt giảm ngân sách nghiêm trọng và lấy khoản phí 478 triệu USD trong quý 3-2012 để chi trả cho việc tái cơ cấu. Việc phân tách có hiệu lực kể từ ngày 1 tháng 1 năm 2013. AbbVie chính thức được niêm yết trên Thị trường Chứng khoán New York vào ngày 2 tháng 1 năm 2013.

### Phát triển xa hơn
Vào ngày 16 tháng 5 năm 2014, có thông báo rằng Abbott sẽ mua lại công ty mẹ Kalo Pharma Internacional SL với giá 2,9 tỷ đô la để đảm bảo 73% mà công ty này nắm giữ tại công ty dược phẩm Chile, CFR Pharmaceuticals, mà công ty cho biết sẽ tăng hơn gấp đôi so với công ty có thương hiệu chung. danh mục thuốc.
Vào tháng 12 năm 2014, công ty đã mua lại nhà sản xuất dược phẩm Nga Veropharm (Voronezh) trong một thỏa thuận trị giá 410 triệu đô la, bao gồm ba cơ sở sản xuất. Abbott, công ty đã sử dụng 1.400 nhân viên ở Nga, cho biết họ có kế hoạch thiết lập sự hiện diện sản xuất ở nước này khi thỏa thuận kết thúc.
Vào tháng 9 năm 2015, công ty thông báo đã hoàn tất việc mua lại Tendyne Holdings, Inc., một công ty thiết bị y tế tư nhân tập trung vào việc phát triển các liệu pháp thay thế van hai lá xâm lấn tối thiểu. Tendyne đã được mua lại với tổng giá trị giao dịch là 250 triệu đô la. Vào tháng 1 năm 2020, Van hai lá Tendyne đã trở thành giải pháp thương mại đầu tiên trên thế giới cho Công nghệ thay thế van hai lá.   Abbott đã nhận được CE Mark cho thiết bị này, hiện thiết bị này có thể cấy ghép nó ở Châu Âu bên ngoài môi trường lâm sàng. Nghiên cứu lâm sàng của Hoa Kỳ để được liên bang phê duyệt vẫn đang tiếp tục.
Vào tháng 2/2016, công ty thông báo sẽ mua lại Alere với giá 5,8 tỷ USD. Vào tháng 1 năm 2017, Abbott thông báo sẽ mua lại St. Jude Medical với giá 25 tỷ đô la (mỗi cổ phiếu nhận được 46,75 đô la tiền mặt & 0,8708 cổ phiếu của cổ phiếu phổ thông Abbott, tương đương với giá trị xấp xỉ 85 đô la). Vào ngày 3 tháng 10 năm 2017, công ty đã kết thúc thương vụ mua lại Alere, biến pháp nhân còn sống trở thành người dẫn đầu thị trường trong không gian chẩn đoán tại điểm chăm sóc trị giá 7 tỷ đô la trong thị trường chẩn đoán trong ống nghiệm rộng hơn 50 tỷ đô la với sự tiếp quản này. Với việc mua lại Alere, công ty cũng có được công ty con Arriva Medical, là nhà cung cấp thuốc tiểu đường đặt hàng qua thư lớn nhất.   Arriva Medical thông báo đóng cửa kinh doanh sau khi việc mua lại Abbott có hiệu lực vào ngày 31 tháng 12 năm 2017.
Năm 2017, FDA đã phê duyệt hệ thống giám sát đường huyết FreeStyle Libre của Abbott. Hệ thống được thiết kế để đọc mức đường huyết thông qua một cảm biến tự áp dụng và không yêu cầu ngón tay tiêu chuẩn.
Vào tháng 8 năm 2018, Reuters đưa tin rằng “Phòng thí nghiệm Abbott (ABT. N) nằm trong số năm công ty hàng đầu về thuốc gốc có thương hiệu ở Nga, giám đốc tài chính của công ty, Brian Yoor, cho biết vào tháng Giêng. " 

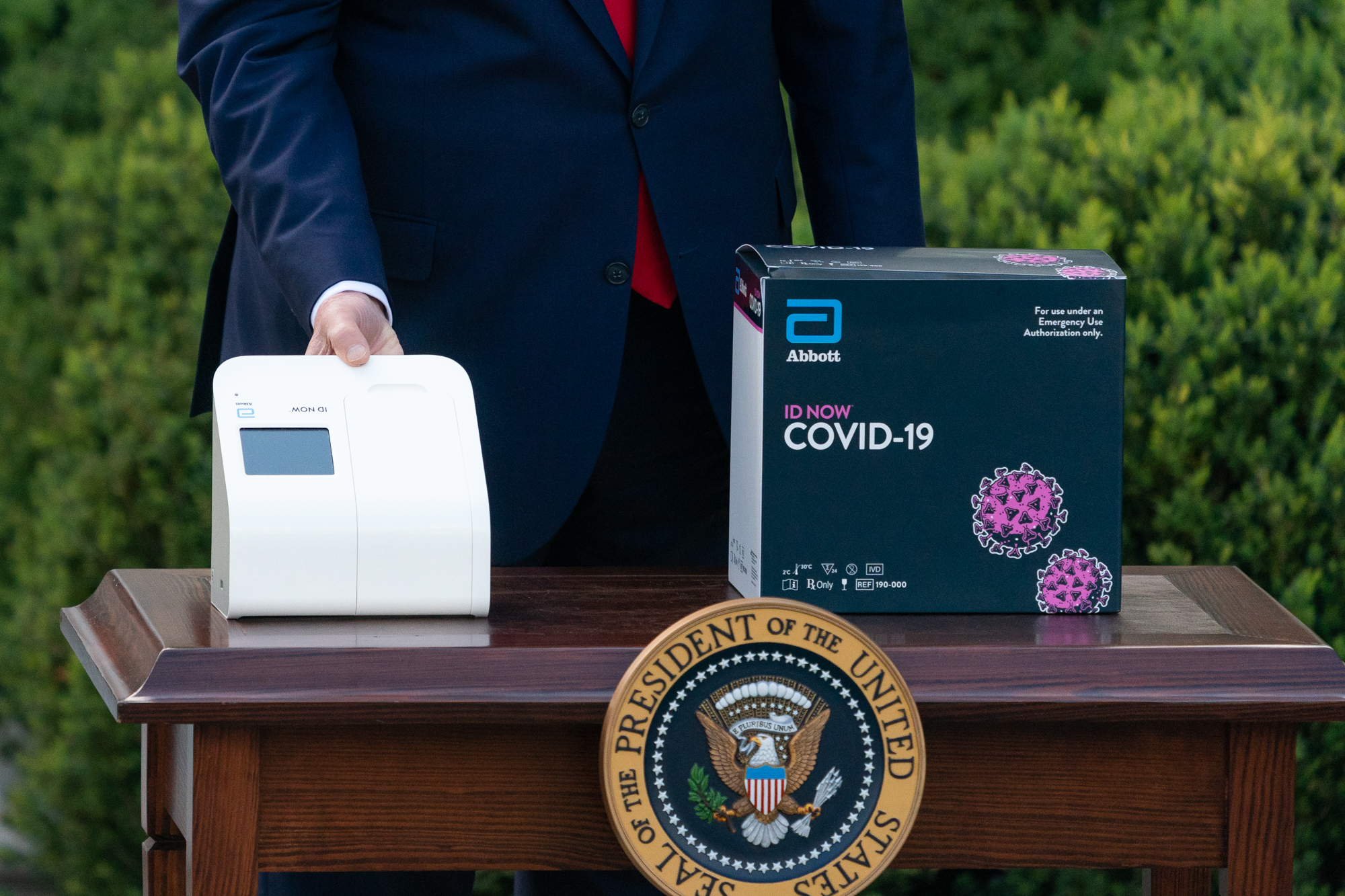
Tổng thống Mỹ Donald Trump trưng bày bộ thử nghiệm COVID-19 từ Phòng thí nghiệm Abbott vào tháng 3 năm 2020

Vào tháng 11 năm 2018, Abbott đã trở thành công ty thiết bị y tế đầu tiên giới thiệu ứng dụng đọc đường huyết trên điện thoại thông minh tại Hoa Kỳ khi nhận được giấy phép của FDA để ra mắt FreeStyle LibreLink.
Vào tháng 1 năm 2019, Abbott đã thực hiện tùy chọn của mình để mua Cephea Valve Technologies, Inc., công ty đang phát triển một loại van tim thay thế ít xâm lấn cho những người bị bệnh van hai lá.
Vào tháng 3 năm 2020, Abbott đã nhận được giấy phép sử dụng khẩn cấp (EUA) từ FDA cho một thử nghiệm nCoV 2019 để giúp giảm thiểu đại dịch COVID-19. Thử nghiệm tại điểm chăm sóc của Abbott được coi là một bước phát triển có giá trị do kích thước nhỏ, có thể so sánh với một máy nướng bánh mì nhỏ và cho kết quả nhanh chóng   - Cực dương 5 phút, âm 13 phút. Detroit trở thành thành phố đầu tiên nhận được những thử nghiệm này vào ngày 1 tháng 4 năm 2020.

## Tài chính
Đối với năm tài chính 2017, Abbott Laboratories Insurance đã báo cáo thu nhập 477 triệu đô la Mỹ, với doanh thu hàng năm là 27,390 tỷ đô la Mỹ, giảm 31,4% so với chu kỳ tài chính trước đó. Cổ phiếu của Abbott Laboratories được giao dịch ở mức hơn 47 đô la mỗi cổ phiếu và vốn hóa thị trường của nó được định giá là 119,3 tỷ đô la Mỹ vào tháng 10 năm 2018.

### Thuế
Vào ngày 19 tháng 3 năm 2019, có báo cáo rằng Abbott là người sử dụng lâu dài cấu trúc thuế Double Irish, một công cụ đánh thuế từ Ireland hợp pháp nhưng gây tranh cãi được các công ty đa quốc gia của Hoa Kỳ sử dụng để giảm thuế doanh nghiệp của Hoa Kỳ đối với lợi nhuận không thuộc Hoa Kỳ. Công ty mẹ của Abbott Ailen, Abbott Laboratories Vascular Enterprises (ALVE), cư trú tại Bermuda, không tuyển dụng nhân viên vào năm 2017, nhưng chịu trách nhiệm phân phối các sản phẩm của Abbot và cấp phép công nghệ của nó trên toàn thế giới. Các tài khoản mới được nộp cho thấy ALVE được thành lập vào năm 2003 và có lợi nhuận trước thuế là 2 tỷ Euro trong năm 2016 và 2017 với doanh thu là 5,2 tỷ Euro; không phải trả thuế cho những lợi nhuận này. ALVE chưa bao giờ nộp tài khoản ở Ireland kể từ năm 2003 vì nó được cấu trúc như một công ty trách nhiệm vô hạn (ULC); tuy nhiên, các chỉ thị mới về tài khoản của Liên minh Châu Âu yêu cầu ALVE phải nộp tài khoản Ailen vào năm 2018. Các tài khoản này liệt kê văn phòng đăng ký của ALVE là địa chỉ của công ty luật thuế lớn nhất Ireland, Matheson, người đã được xác định có cấu trúc thuế Double Ireland cho Microsoft và Google.

## Hoạt động

### Tổ chức

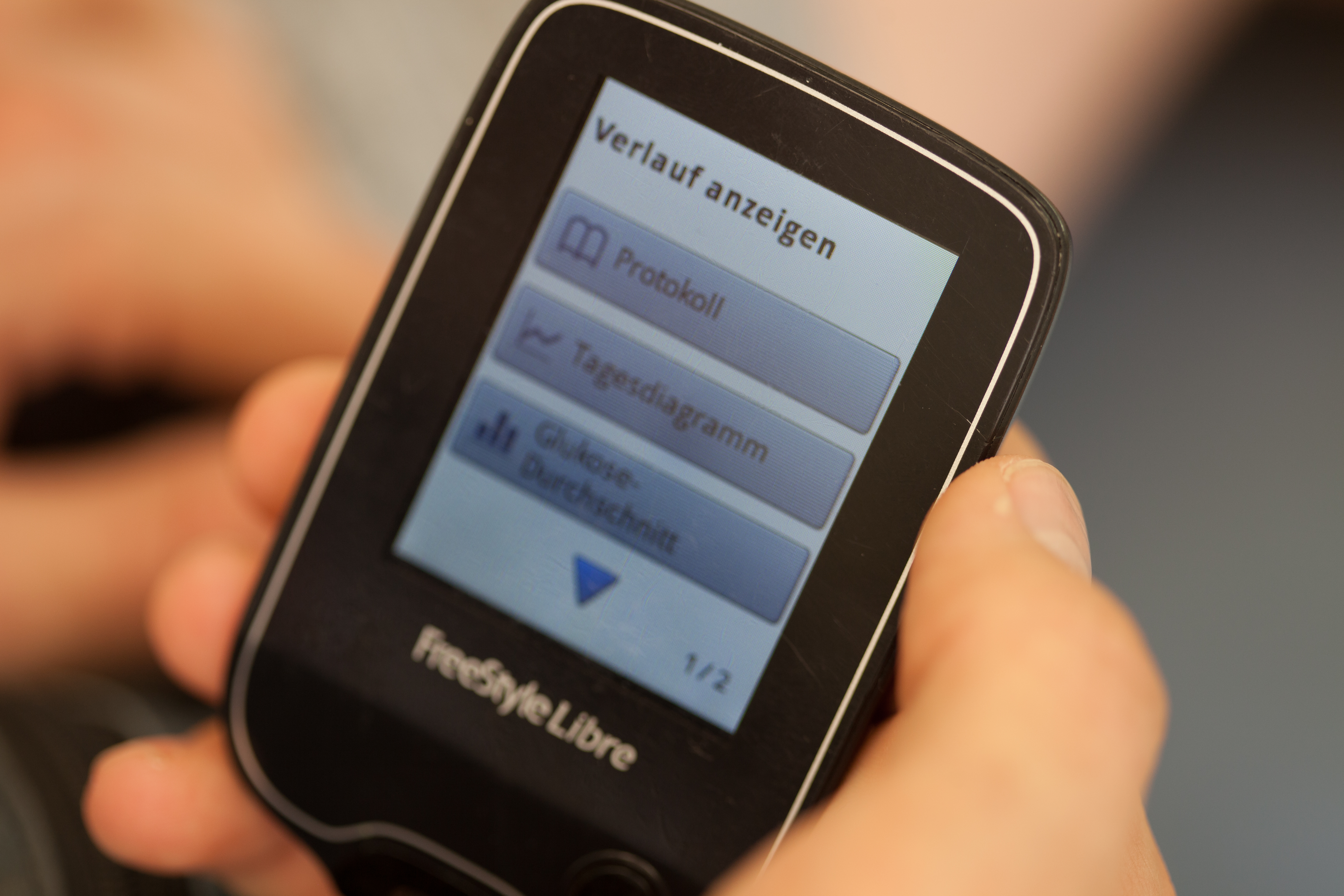
Abbott's FreeStyle libre

Các hoạt động kinh doanh cốt lõi của Abbott tập trung vào chẩn đoán, thiết bị y tế, thuốc gốc có thương hiệu và các sản phẩm dinh dưỡng, đã được bổ sung thông qua việc mua lại các công ty.
Tính đến  năm 2019, các nhánh của Abbott gồm:
- Dinh dưỡng:[28] dinh dưỡng cho trẻ em (ví dụ: Similac, Isomil và Gain), các sản phẩm sức khỏe dành cho người lớn (ví dụ, Ensure và ZonePerfect) và nhu cầu ăn kiêng đặc biệt (ví dụ: Glucerna và Juven)
- Chẩn đoán:[28] Huyết học, chẩn đoán miễn dịch, ung thư học, hóa học lâm sàng và chẩn đoán nhanh
- Thiết bị y tế: bệnh tiểu đường, tim mạch và điều hòa thần kinh
- Dược phẩm đã thành lập:[28] Thuốc gốc có thương hiệu được bán độc quyền ở các thị trường đang phát triển

### Quyền sở hữu
Tính đến năm 2017, cổ phiếu của Abbott Laboratories chủ yếu được nắm giữ bởi các nhà đầu tư có tổ chức (The Vanguard Group, BlackRock, State Street Corporation và những công ty khác).

### Quản lý
Miles D. White là chủ tịch điều hành của Abbott. Ông gia nhập Abbott vào năm 1984, đảm nhiệm các vị trí quản lý bao gồm phó chủ tịch cấp cao về hoạt động chẩn đoán, phó chủ tịch điều hành và giám đốc điều hành lâu năm. Ông được bầu vào Hội đồng quản trị vào tháng 4 năm 1998, lên Giám đốc điều hành năm 1998 và Chủ tịch Hội đồng quản trị vào tháng 4 năm 1999.
Vào tháng 11 năm 2019, White thông báo rằng ông sẽ từ chức Giám đốc điều hành sau 21 năm phụ trách Abbott. Vào cuối tháng 3 năm 2020, Robert B. Ford, một giám đốc điều hành lâu năm của Abbott, đã đảm nhận vị trí chủ tịch và giám đốc điều hành của công ty. Ford gia nhập Abbott vào năm 1996, đảm nhiệm nhiều vị trí quản lý khác nhau bao gồm phó chủ tịch điều hành mảng kinh doanh thiết bị y tế của công ty, hiện là hoạt động lớn nhất của công ty. White vẫn là chủ tịch điều hành của công ty.

### Sự công nhận
Abbott được xếp hạng thứ 134 trong danh sách Fortune 500 các tập đoàn lớn nhất có trụ sở tại Hoa Kỳ năm 2015. Fortune cũng đặt tên Abbott trong số các công ty Blue Ribbon của mình vào năm 2018, danh sách Change the World năm 2018 và trong số các công ty lớn tốt nhất để làm việc vào năm 2020.
Công ty đã được liệt kê trong danh sách "100 công ty tốt nhất" của tạp chí Working Mother và được Hiệp hội Quốc gia về Nữ giám đốc điều hành công nhận là công ty hàng đầu. Công ty cũng đã được DiversityInc công nhận là công ty hàng đầu về sự đa dạng trong công ty.
Abbott là một trong những công ty được ngưỡng mộ nhất của Fortune  và đã được đưa vào Chỉ số Bền vững Dow Jones trong bảy năm liên tiếp.

## Sản phẩm

### Dinh dưỡng
Các sản phẩm dinh dưỡng dành cho trẻ em do Abbott Laboratories sản xuất bao gồm:
- Similac
- Pedialyte
- PediaSure

Các sản phẩm dinh dưỡng dành cho người lớn do Abbott Laboratories sản xuất bao gồm:
- Ensure
- Glucerna
- Juven
- ZonePerfect

### Chẩn đoán
Các sản phẩm chẩn đoán do Abbott sản xuất bao gồm:
- i-STAT
  - Mặc dù dành cho đối tượng là con người, máy phân tích chăm sóc điểm i-STAT cũng chứng tỏ tiện ích cho nghề thú y.[69]
- Alinity
- Architect

### Thiết bị y tế
FreeStyle Libre
Các thiết bị tim mạch do Phòng thí nghiệm Abbott sản xuất bao gồm:
- MitraClip
- Confirm Rx
- Amplatzer Piccolo Occluder
- Heartmate
- Xience
- CARDIOMEMS
- Gallant ICD

Các thiết bị điều biến thần kinh do Phòng thí nghiệm Abbott sản xuất bao gồm:
- BurstDR Technology
- Proclaim DRG Neurostimulation System
- Infinity Deep Brain Stimulation System